# Hadena obsolescens
Hadena obsolescens är en fjärilsart som beskrevs av Richardson 1952. Hadena obsolescens ingår i släktet Hadena och familjen nattflyn. Inga underarter finns listade i Catalogue of Life.